# فانک‌استپ
فانک‌استپ (به انگلیسی: Funkstep) یک سبک از موسیقی رقص الکترونیک و زیرسبکی از درام اند بیس، داب‌استپ و همچنین فانکی هاوس است.

## تاریخچه
از زمان همه‌گیر شدن سبک داب‌استپ در سال ۲۰۰۱، فانک‌استپ شنوندگان و طرفداران بیشتری پیدا کرده‌است و به دنبال آن تهیه‌کنندگان موسیقی نیز به تهیه و ساخت آن علاقهٔ بیشتری پیدا کرده‌اند. فانک‌استپ از سال ۲۰۱۲ و با ترکیب سبک‌های داب‌استپ، درام‌استپ، درام اند بیس، فانکی هاوس و الکترو هاوس شکل گرفت.

## مشخصه‌ها
از آنجا که درام‌استپ در نتیجهٔ ریتم دو ضربی خود، دارای تندای ۱۵۰ تا ۱۷۰ ضرب در دقیقه است، و فرنچ هاوس و الکترو هاوس نیز دارای تندای بین ۱۲۰ تا ۱۳۰ ضرب در دقیقه هستند، تغییرات تندا در فانک‌استپ بدیهی است. این مشکل معمولاً با نصف کردن سرعت پخش در بخش‌های درام‌استپ یا حتی بخش‌های داب‌استپ برطرف می‌شود.
بیشتر آثار سبک فانک استپ دارای مقدمهٔ ملایم هستند که به دلیل وجود ضرب‌هایی که مانند سبک داب‌استپ و درام اند بیس هستند، بعضی وقت‌ها می‌توانند با درام‌استپ درهم آمیزند. همچنین این سبک به واسطهٔ تندای مشابه و مجموعه صداهای دیستورت شده، غالباً در پیوستگی با سبک گلیچ است.
از آنجا که فانک‌استپ دارای بخش‌هایی مشابه با سبک‌های گوناگونی از موسیقی هاوس، درام اند بیس و درام‌استپ است، برای مخاطبان بسیاری از سبک‌های مختلف موسیقی دارای جذابیت است.
از سال ۲۰۰۹، گزارش‌ها و مقالات بسیاری در تلاش جهت یافتن یک توضیح ساده دربارهٔ ایدهٔ فانک‌استپ برای شنوندگان بوده‌اند، که به انتشار تیترهایی مانند: «داب‌استپ + فانکی هاوس = فانک‌استپ» انجامید.